# Rostavytsia
La rivière  Rostavytsia  (en ukrainien Роставиця) est un cours d'eau d'Ukraine et un affluent de la Ros. Il fait partie du bassin du Dniepr.